# Adolf Winds

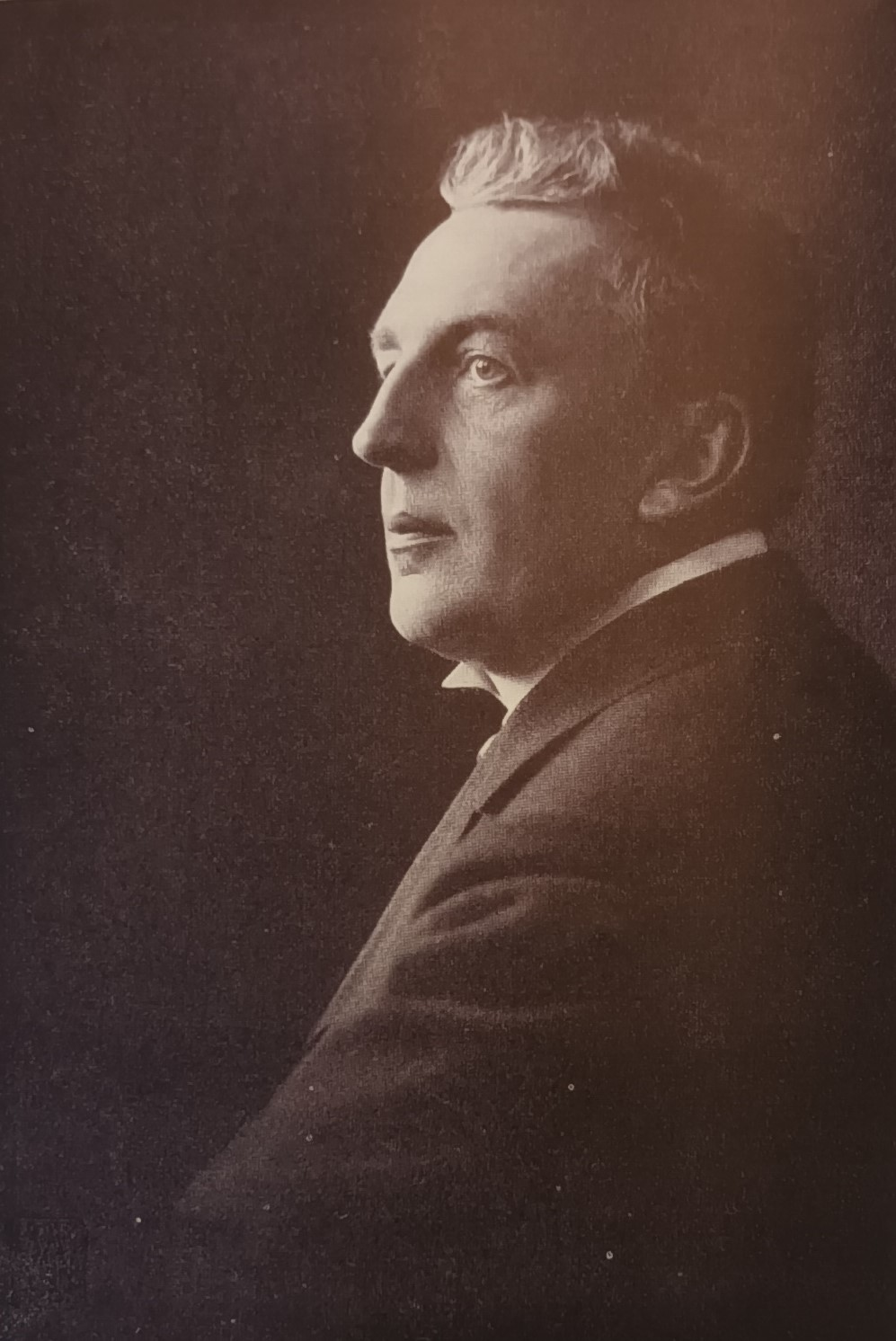
Porträtfoto Adolf Winds um 1905

Adolf Winds (* 10. Februar 1855 in Wien; † 31. Januar 1927 in Leipzig) war ein deutsch-österreichischer Schauspieler, Regisseur, Schriftsteller, Theaterwissenschaftler und Schauspielpädagoge. Er gilt als Altmeister der deutschen Schauspielkunst, als einer der produktivsten Theater-Fachschriftsteller und bedeutendsten Theaterpädagogen seiner Zeit.

## Leben

Schauspielerin Jenny Schlögell, Ehefrau von Adolf Winds

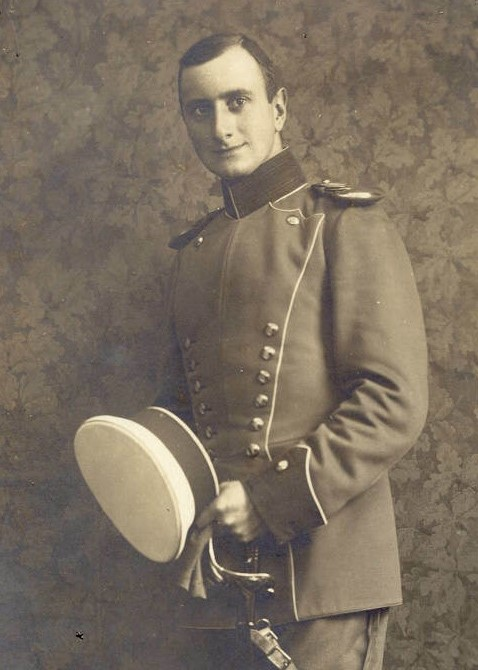
Adolf Winds junior

### Herkunft und Ausbildung
Adolf Winds war der Sohn des aus Ennigerloh in Westfalen stammenden Ingenieurs und Ober-Werkführers der Wagenburg bei der Kaiser Ferdinands-Nordbahn Stephan Josef Winds (* 16. Januar 1811 in Ennigerloh; † 26. November 1864 in Wien) und dessen am 8. April 1850 in Wien geehelichten Gattin Amalie, geborene Riedl (* 15. Mai 1829 in Wien-Fünfhaus; † 7. Oktober 1916 in Wien).
Er wuchs mit seinen Geschwistern im Wiener Stadtteil Leopoldstadt auf und sollte nach dem Abschluss seiner Realschulausbildung eine kaufmännische Lehre absolvieren. Seine Besuche im Wiener Burgtheater und vor allem Joseph Wagners (1818–1870) Darstellung des Hamlet veranlassten ihn, gegen die Widerstände seiner Familie den Schauspielerberuf anzustreben.
Nachdem die Beurteilung seines Talents durch Joseph Lewinsky positiv ausgefallen war, trat er 1873 in das Wiener Konservatorium für Dramatische Kunst unter dem Direktorat von Franz Kierschner (1833–1931) ein und ließ sich während eines mehrmonatigen Unterrichts zum Schauspieler ausbilden.

### Stationen seiner Bühnenlaufbahn
Bereits am 28. März 1874 erfolgte sein Debüt in Saaz als Landry in dem Lustspiel Die Grille von Charlotte Birch-Pfeiffer. Um seinen Wiener Dialekt zu verlieren, zog es ihn anschließend an norddeutsche Bühnen. So übernahm er ein Engagement im Sommertheater Stralsund und für die Wintersaison 1874/75 in Posen. Von dort wechselte er an das Theater in Rostock unter Franz Deutschinger.
1876 wurde er von Bernhard Pollini an das Stadttheater Hamburg verpflichtet. Hier trat er als Rudenz, als Hermann in Die Räuber, als Laertes in Hamlet und Malcolm im Fach jugendlicher Liebhaber auf. 1877 führte ihn ein Gastspiel an das königliche Hoftheater in Dresden, wo er als Tempelherr in Nathan der Weise und Ferdinand in Kabale und Liebe brillierte.
Aufgrund seiner großen, kraftvollen Gestalt, seiner Stimmgewalt und seiner markanten, scharfgeschnittenen Gesichtszüge ergab sich mit dem Eintritt in das Ensemble des Hoftheaters Oldenburg 1878 für Adolf Winds naturgemäß der Übergang ins Heldenfach. Egmont, Hamlet, Othello und Tellheim waren jetzt die Rollen, die er als erster Held an dieser Bühne übernahm.
1880 rief ihn Otto Devrient nach Berlin. Am Victoria-Theater stand er, gemeinsam mit Devrient als Mephisto, über vierzig Mal als Faust in Teil 1 und Teil 2 auf der Bühne. Später führten die beiden Schauspieler zahlreiche Gastspielreisen nach Leipzig, Berlin, Breslau und Düsseldorf.
1882 wechselte Adolf Winds in den Verband des Deutschen Hoftheaters nach Sankt Petersburg. Hier erhielt er erstmals Rollen im modernen Fach. 1884 kehrte er nach Deutschland zurück und übernahm bis 1886 ein Engagement in Karlsruhe.
Von 1887 bis 1890 sah man ihn am Königlichen Theater in Kassel, wo er ins Fach der Heldenväter übertrat.
Aufgrund seiner Bekanntheit wurde er 1891 zu einem Gastspiel an das Wiener Burgtheater eingeladen und erhielt nach umjubelten Vorstellungen als Präsident in Kabale und Liebe und de Silva in Uriel Acosta von Karl Gutzkow ein Engagement, das ihn für vier Jahre an diese erste Bühne seiner Heimatstadt verpflichtete. Hier trat er als Thoas, Julius Cäsar, Warwick, Alba, Saladin auf. Bei seiner Abschiedsvorstellung im Juni 1895 war er in der Rolle des Shrewsbury zu sehen.
Adolf Winds verließ Wien, um einem Ruf an das Königliche Schauspielhaus in Dresden zu folgen. Hier debütierte er am 28. August in der Nachfolge des beim Dresdner Publikum äußerst beliebt gewesenen Karl Porth (1833–1905) in der Rolle des Götz von Berlichingen. Kritik und Publikum lobten gleichermaßen seine große Natürlichkeit in der Darstellung und seine kraftvolle, absolut deutliche Aussprache, die an Eduard Winger (1812–1886) erinnere. Während seiner zehnjährigen Bühnenpräsenz spielte er in Dresden alle klassischen Heldengestalten, Kraftnaturen und würdevolle Repräsentationsrollen, wobei man ihm bei zwielichtigen Charakteren anmerkte, dass er seine Persönlichkeit zur Darstellung zwingen musste, wohingegen ihm die Darstellung unbeugsamer Ehrenhaftigkeit wie sie beispielsweise die Rolle des Odoardo in Emilia Galotti erforderte besonders leicht fielen.
Sein komisches Talent zeigte sich in der Rolle des König in der Liebeskomödie Zopf und Schwert von Karl Gutzkow oder als Pedro Crespo in Der Richter von Zalamea. Als gebürtiger Wiener glänzte er zudem in verschiedenen Anzengruber-Rollen. Auf der Dresdner Bühne spielte er auch öfter modernes Repertoire wie den Bauer Voß in Max Halbes Haus Rosenhagen.
Für seine schauspielerischen Leistungen am Dresdner Theater wurde er 1904 zum königlich sächsischen Hofschauspieler ernannt.
1909 erhielt Adolf Winds ein Angebot des Städtischen Theaters Leipzig, an dem er fortan als Schauspieler und Oberspielleiter zehn Jahre wirkte. Mit seinem Eintritt in den Ruhestand 1918 wurde er zum Professor ernannt.

### Mitarbeiter am Hörfunk
Als pensionierter Schauspieler widmete sich Adolf Winds bis zu seinem plötzlichen Herztod dem neuen Medium Rundfunk. Als beliebter Hörfunksprecher und Rezitator wirkte er mittels seiner klangvollen Stimme in zahllosen Produktionen der Mitteldeutschen Rundfunk AG mit, in denen er zum Teil auch die Regie führte und für die er vereinzelt Drehbücher schrieb.
Die ARD-Hörspieldatenbank enthält (Stand: Oktober 2024) für den Zeitraum von 1924 bis 1927 insgesamt 88 Datensätze, bei denen Adolf Winds als Regisseur und Sprecher geführt wird. So sprach er beispielsweise in dem ersten Original-Hörspiel der Rundfunkgeschichte Gefahr von Richard Hughes am 29. November 1925 die Rolle des Mr. Bax, einem älteren Mann.

### Schriftsteller und Theaterhistoriker
Adolf Winds schrieb neben Novellen, Opernlibretti, Bühnenwerken und einem Roman mit dem Titel Die Schminke zahlreiche Aufsätze in Fachzeitschriften wie in Bühne und Welt, dem Organ des Deutschen Bühnenvereins, Deutsche Bühne, Der Kunstwart oder Westermanns Monatshefte.
Seine umfangreichen Bühnenerfahrungen, sein mit akribischem Fleiß erworbenes Fachwissen, sein Kunstverstand und seine Bildung machten ihn zu einem der produktivsten und für seine Zeit wichtigsten Fachschriftsteller im Bereich Schauspiellehre und Theatergeschichte. Seine Bücher erfahren bis heute Neuauflagen.
In seinem 1905 veröffentlichten Werk Aus der Werkstätte des Schauspielers hat er seine Erfahrungen in der Darstellungskunst für angehende Schauspieler und das interessierte Publikum niedergelegt. Sein Buch Die Technik der Schauspielkunst wurde zum Standardwerk für Lehrer und Schüler des Schauspielberufs und zeugt mit seinen über 500 Übungsbeispielen aus der dramatischen Dichtung von William Shakespeare bis Maxim Gorki von den beeindruckenden literarischen Kenntnissen des Autors.
Als ein bedeutender Theaterhistoriker hat sich Winds mit seinem 1925 veröffentlichten Werk Geschichte der Regie ausgewiesen. Seine Autobiografie veröffentlichte er 1919 unter dem Titel Quer über die Bühnen.

### Schauspielpädagoge
Adolf Winds zählt zu den bedeutendsten Schauspielpädagogen seiner Zeit. Bereits in Dresden war er als Schauspiellehrer am dortigen Königlichen Konservatorium tätig. In Leipzig war er der Begründer der Leipziger Theaterhochschule. Dort und auch privat bildete Wings zahlreiche Eleven der Schauspielkunst aus.
Zu seinen Schülern zählten:
- Otto Brefin (1894 oder 1899–1950), Schweizer Bühnenschauspieler
- Kurt Brenkendorf (1882–1944), deutscher Schauspieler
- Elisabeth Huch (1883–1956), deutsche Bühnenschauspielerin und Schauspiellehrerin
- Irmgard Richter (1902–1931), deutsche Schauspielerin
- Ralph Arthur Roberts (1884–1940), Regisseur, Drehbuchautor und Schauspieler
- Ernst Stahl-Nachbaur (1886–1960), deutscher Schauspieler und Regisseur
- Adolf Winds junior (1890–1977), deutscher Schauspieler und Regisseur
- Erich-Alexander Winds (1900–1972), deutscher Regisseur und Schauspieler

### Familie
Adolf Winds war zwei Mal verheiratet. Seine erste Frau war die Schauspielerin Kreszenz Schossig († 1884 in Obernigk), aus Leitmeritz gebürtig. In zweiter Ehe heiratete Adolf Winds am 28. August 1890 in Stuttgart die Hofschauspielerin Jenny Schlögell, die am Hoftheater Stuttgart, in Sankt Petersburg und am Stadttheater Köln im Fach erste Liebhaberin auf der Bühne gestanden war. Mit der Eheschließung beendete sie ihre schauspielerische Laufbahn. Aus dieser zweiten Ehen gingen die Kinder 1. Adolf Winds junior (1890–1977), Schauspieler und Regisseur; 2. Richard Winds (* 1892), Bankkaufmann; 3. Luise Winds (* 1894), verheiratet mit dem Schauspieler und Intendanten Adolf Meyer-Bruhns und 4. Erich-Alexander Winds hervor.
Adolf Winds starb vollkommen unerwartet am Schreibtisch seiner Wohnung in der Waldstraße Nr. 8 an Herzversagen. Er wurde am 3. Februar 1927 auf dem Leipziger Südfriedhof beerdigt. Sein Grab ist nicht erhalten.

## Mitgliedschaften
- Schriftstellerclub Symposion, Dresden
- Mitglied des Zentralausschusses der Deutschen Bühnengenossenschaft

## Werke (Auswahl)
- 1902: Aus der Werkstätte des Schauspielers. Haendcke, Dresden
- 1904: Der Einfluss der modernen Dichtung auf die Schauspielkunst. In: Der Kunstwart. 17. Jg. Nr. 2, S. 368–373
- 1909: Hamlet auf der deutschen Bühne bis zur Gegenwart. Gesellschaft für Deutsche Theatergeschichte, Berlin
- 1910: Schminke. Ein Theaterroman. Heinrich Minden, Dresden und Leipzig
- 1919: Der Schauspieler in seiner Entwicklung vom Mysterien- zum Kammerspiel. Schuster und Löffler, Berlin
- 1919: Die Technik der Schauspielkunst. Heinrich Minden, Dresden und Leipzig
- 1919: Quer über die Bühnen. Schuster und Löffler, Berlin
- 1920: Das Theater. Einblicke in sein Wesen. Heinrich Minden, Dresden und Leipzig
- 1923: Drama und Bühne im Wandel der Auffassung von Aristoteles bis Wedekind. Ein Brevier. Deutsche Verlagsanstalt, Stuttgart
- 1925: Geschichte der Regie. Deutsche Verlagsanstalt, Stuttgart

## Fotogalerie

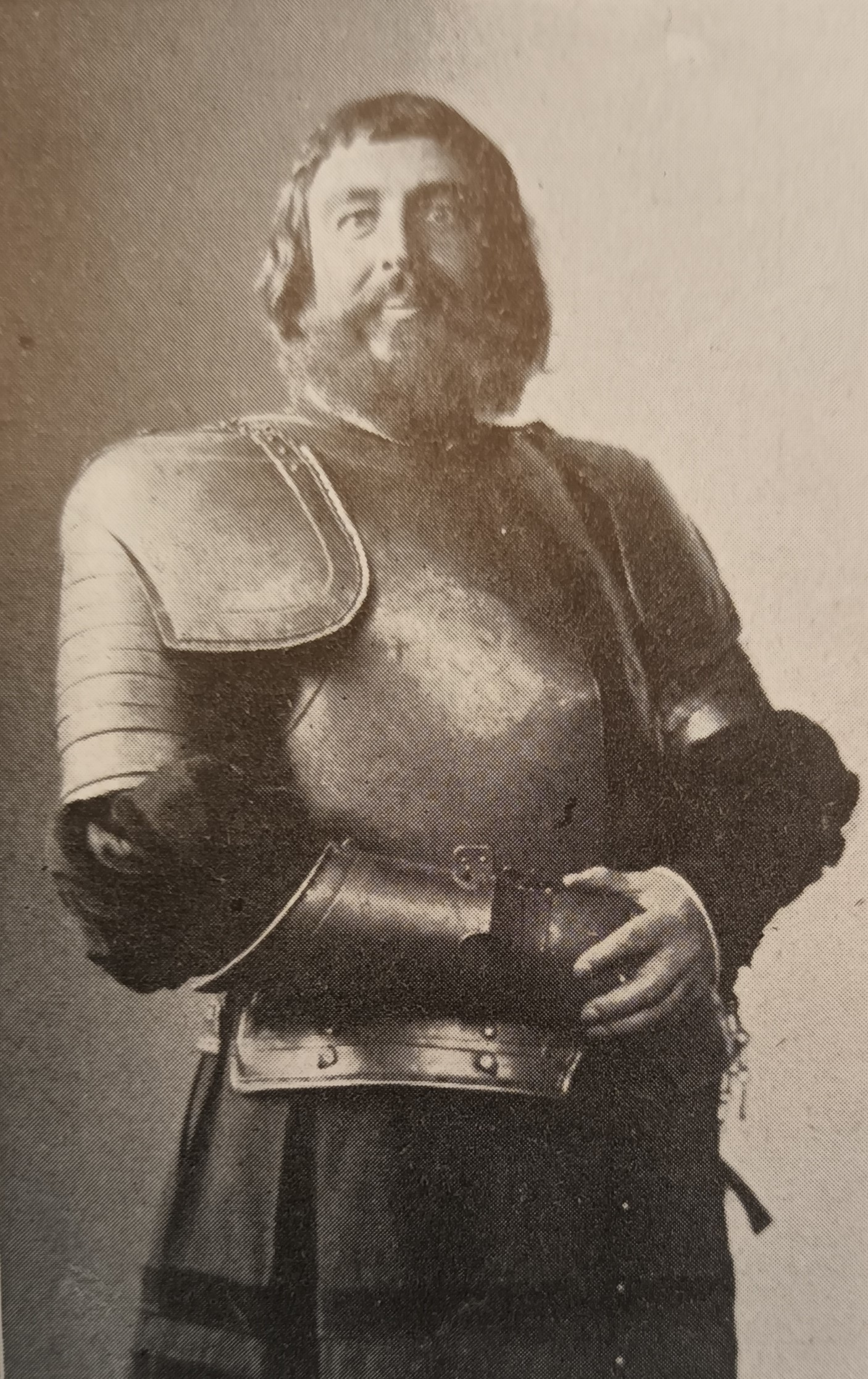
Rollenfoto Adolf Winds als Götz von Berlichingen
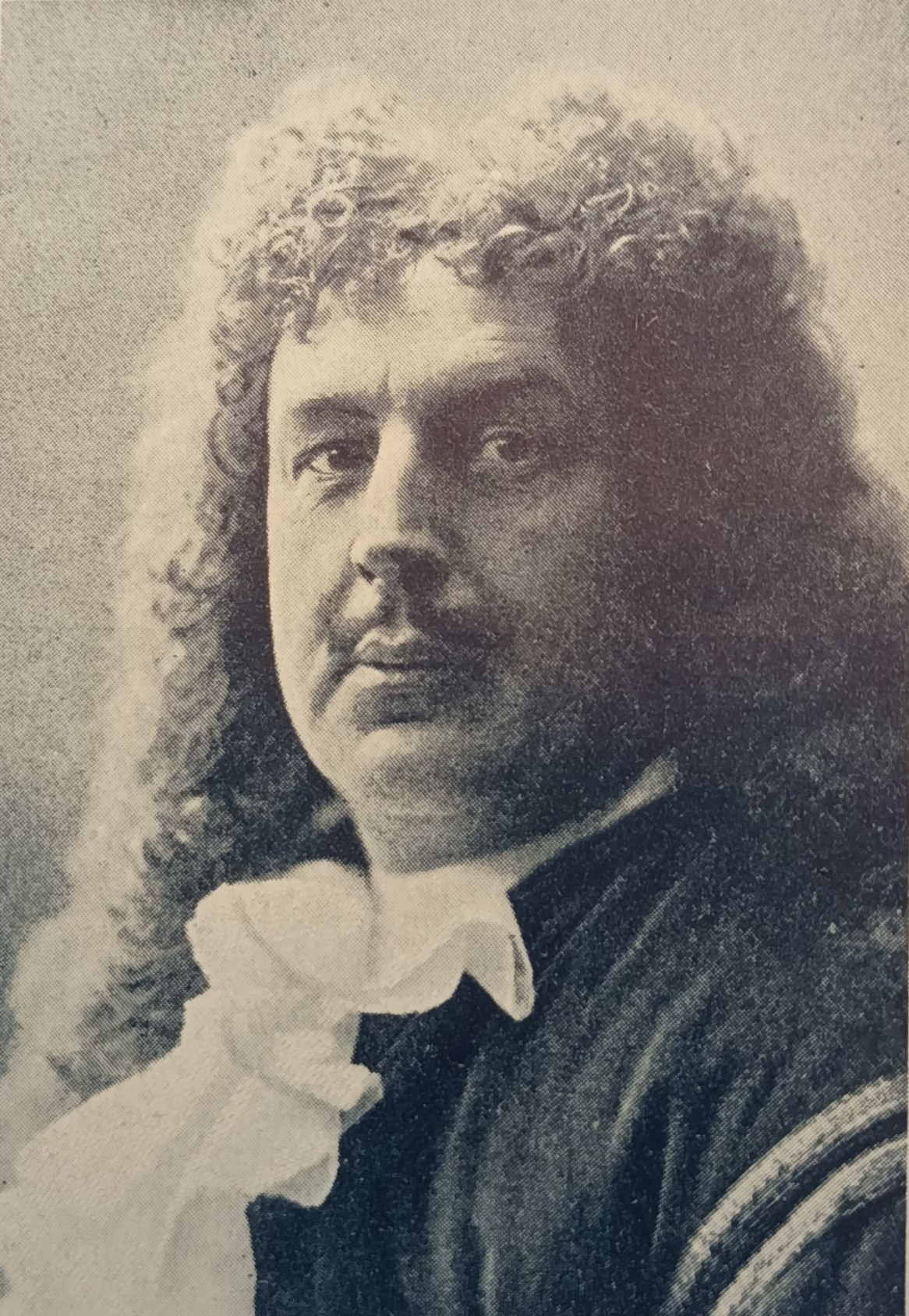
Rollenfoto Adolf Winds als Kurfürst in Prinz Homburg
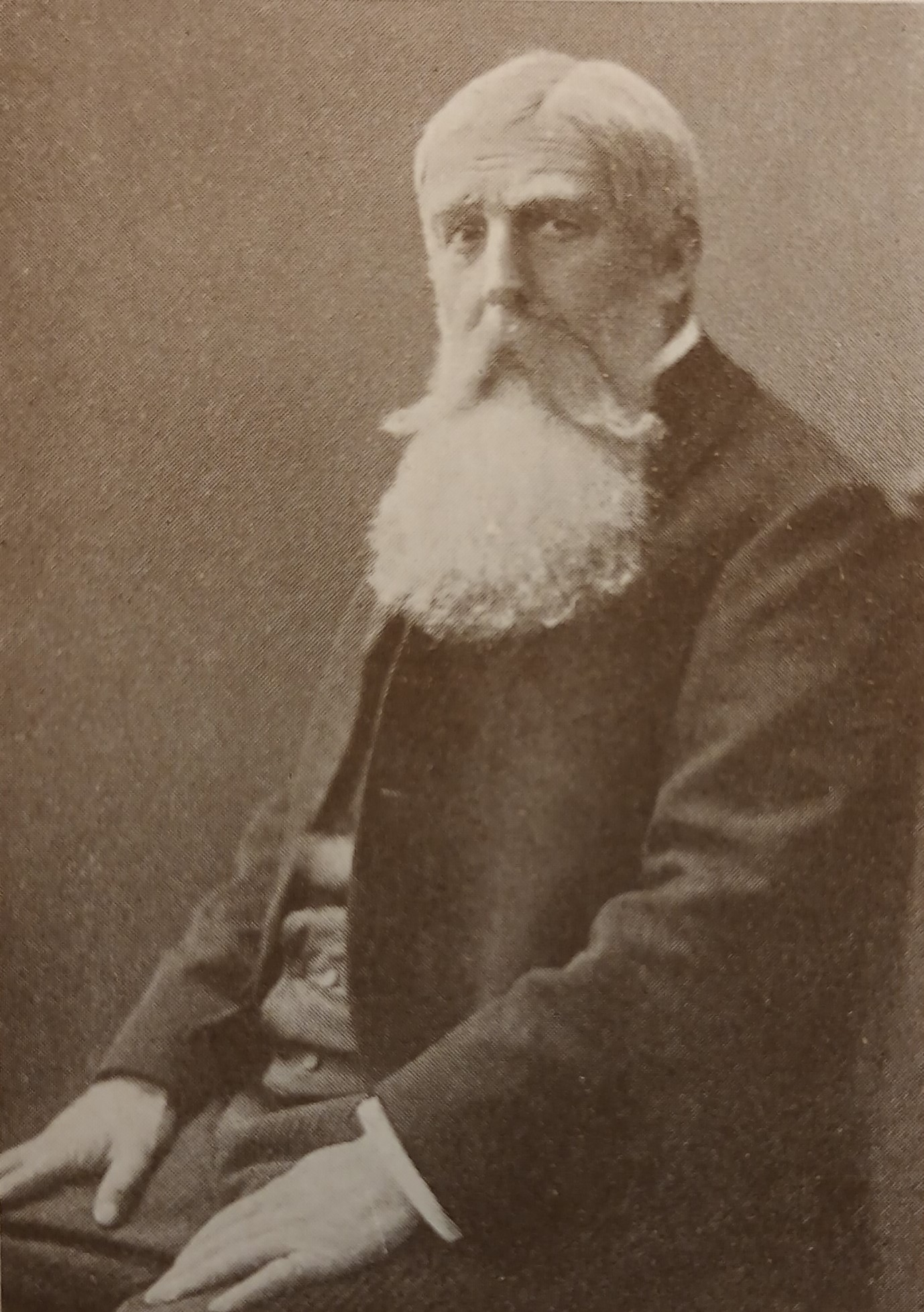
Rollenfoto Adolf Winds als Oberst Schwartze in Hermann Sudermanns Heimat
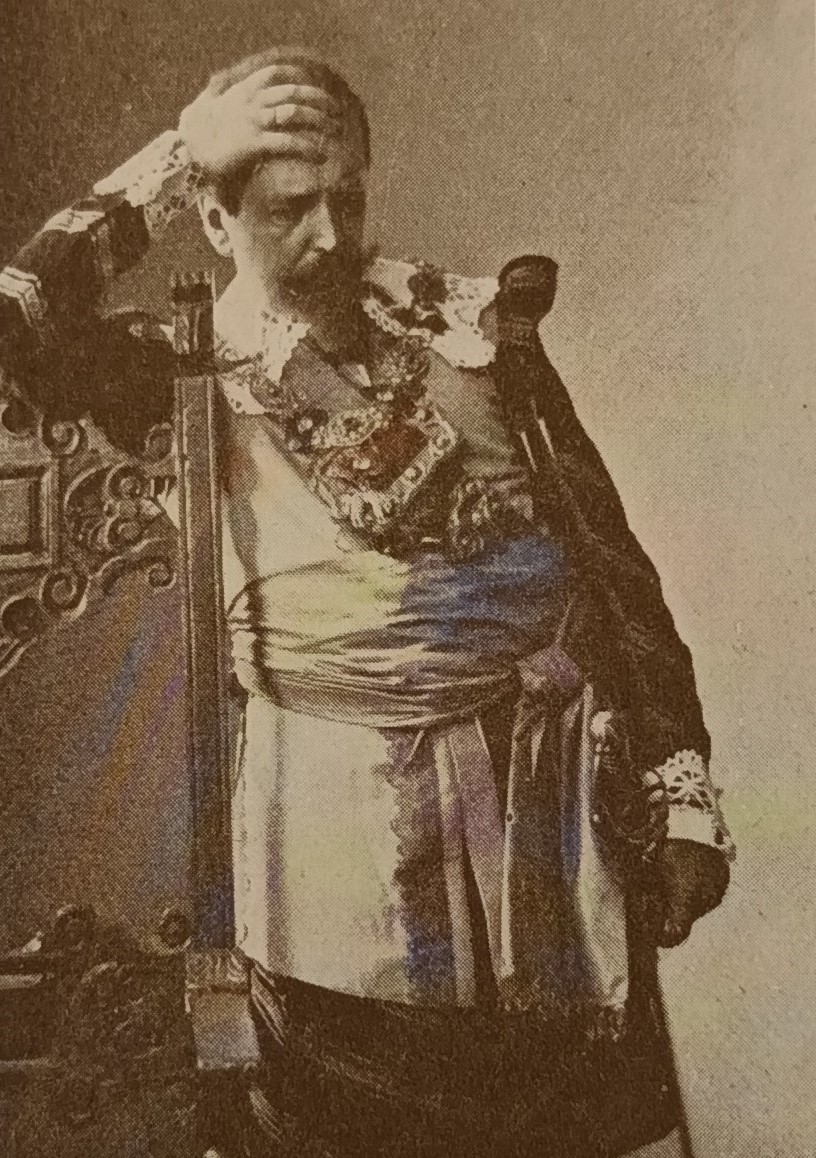
Rollenfoto Adolf Winds als Wallenstein
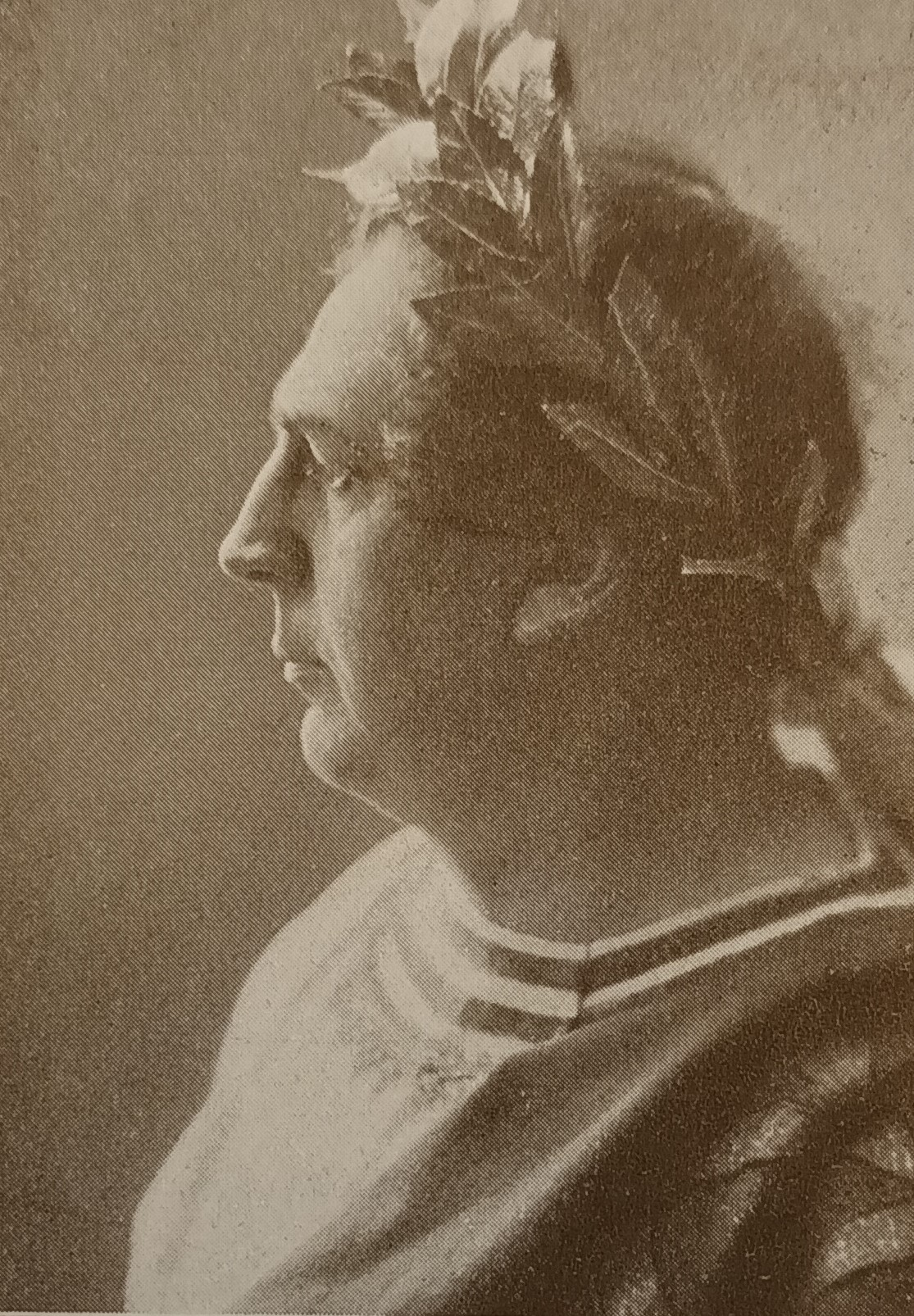
Rollenfoto Adolf Winds als Julius Cäsar
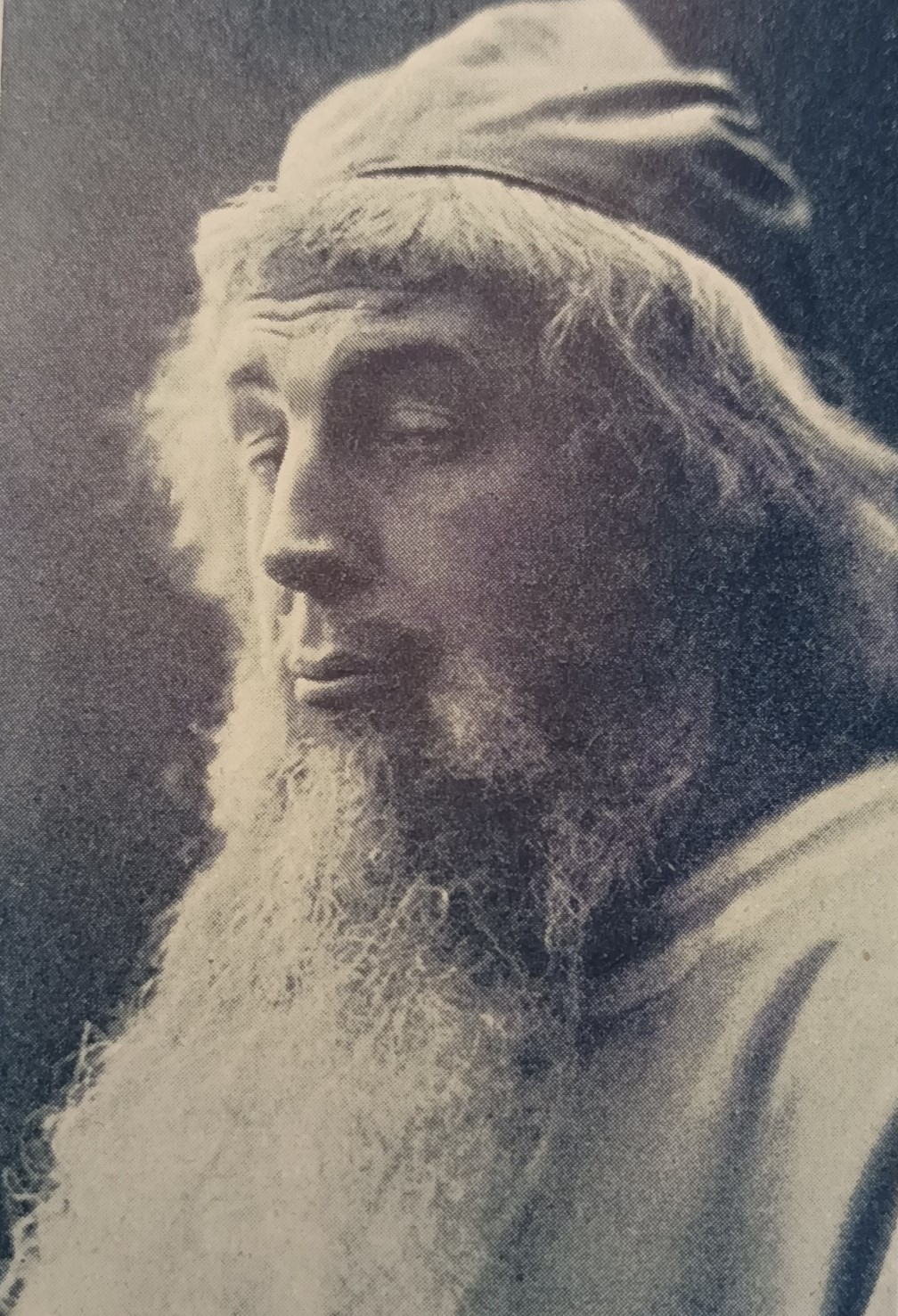
Rollenfoto Adolf Winds als Simon in Hermann Sudermanns Johannes
Traueranzeige in den Leipziger Neuesten Nachrichten
Traueranzeige der Mitteldeutschen Rundfunk AG

## Zitate
„Am 31. Januar, vormittags 1/2 9 Uhr, ist mein Vater verschieden. Sitzend am Schreibtisch, mit einem Buch in der Hand, entschlief er. Er ging dahin, ohne es zu wissen. Man sagte früher, so sterben die Lieblinge der Götter: Es bleibt ihnen erspart, am eigenen Leibe zu erfahren, was "Sterben" heißt. Sie leben noch und hoffen und sind auf einmal nicht mehr. (...) Zwei Tage vor seinem Tode besuchte ich ihn zum Wochenende in Leipzig. (...) Völlig neu und überraschend war mir sein Plan, einen Schauspielerroman zu schreiben. Im Unterschied zu seinem früheren Roman "Schminke" sollte dieser weniger die Problematik des Kulissenzaubers als vielmehr die Psychologie des Menschen im Schauspieler behandeln. Leider beschränkte sich mein Vater nur auf knappe Andeutungen, die Idee des Romans wurde nur kurz gestreift. Aber ich wußte, daß meinen Vater seit einiger Zeit ein besonderes Problem der Schauspielerseele beschäftigte: die Rückwirkung der vom Schauspieler das ganze Leben über geübten Annahmegefühle auf die reale Gefühlswelt des Menschen zu ihm. Der Schauspieler - wenn er ein Künstler ist! - verbringt große Strecken seines Lebens in Trance, erlebt sich immer wieder in fiktiven Gestalten und bildet diese Fähigkeit berufsmäßig aus. Wann kommt der Schauspieler zu sich selbst? Kommt er überhaupt dazu? Erschwert oder verhindert nicht gar die stete Transfiguration das unmittelbare Sich-selbst-erleben? Entfernt sich der Schauspieler nicht durch die spezifische Eigenart seiner Kunst immer mehr von seinem realen Ich? Bekommt er nicht schließlich unbewußt Angst, sich selbst zu erleben, so daß er die Scheingefühle der Bretterwelt nur zu gern ins wirkliche Leben mit hinüber nimmt? Und wenn er dann grimmassiert und sich verzerrt, tut er es nicht, damit er sich nicht selbst erkenne? Als mein Vater ungefähr in diesem Sinne zu mir sprach, ruhig, abgemessen, langsam, fast leise und mit einem Unterton erinnerungsschwerer Nachdenklichkeit, war mir eigen zu Mute. Ich fühlte, er hatte vor, mit diesem Roman etwas Besonderes zu sagen - abseits seiner sonstigen Gedankenwelt. Ein Bekenntnis...?
Wir sprachen an jenem Tage über Radio. Mein Vater, den - wie viele andere - Krieg und Inflation um die beschauliche Ruhe des Alters gebracht hatte, hat sich in den letzten Jahren, vom tätigen Bühnenleben zurückgezogen, im Rundfunk ein neues Wirkungsfeld geschaffen. Rasch konnten auch hier seine theoretischen Untersuchungen über die künstlerische Bedeutung und Entwicklungsmöglichkeit des Rundfunks auf der gediegenen Praxis des Rundfunkrezititators, literarischen Beirats und Sendespielleiters basieren. Mein Vater klagte über den Verfall der Sprechkunst auf der Bühne. Seit einiger Zeit, sagte er, kann ich im Theater dem Dialog nur mit Mühe folgen. Es liegt nicht am Gehör. Selbst wenn ich die einzelnen Worte buchstäblich höre, geht mir oft der Sinn des Satzes nicht ein. Den Schauspielern mangelt heute plastische Wortgestaltung. Es fehlt das Gefühl für Differenzierung der dynamischen Abstufungen, der Akzentverteilung, es fehlt das musikalische Ohr für Reinheit der Satzmelodie. Es fehlt den Schauspielern - an Sprechmeistern und Regisseuren des Wortes. Im Mikrophon ist ein unbarmherziger Wertmesser für die Sprechtechnik des Schauspielers entstanden und es war meinem Vater eine Genugtuung, zu beobachten, daß sie hier wieder zu Ehren kam. Es war ihm eine, wenn auch nie recht eingestandene Freude, daß es vornehmlich seiner so lange brach gelegenen Sprechkunst beschieden war, im späten Alter noch einmal durch den Hörer die Herzen von Hunderttausenden im Sturm zu erobern.“